# Горюнов, Николай Степанович
Никола́й Степа́нович Горюно́в (29 января 1954) — белорусский футбольный тренер.

## Биография
Работал детским тренером в ДЮСШ «Гомсельмаш», среди его воспитанников — вратарь сборной Белоруссии Владимир Гаев.
В 1994 году впервые назначен главным тренером ФК «Гомель», команда тогда испытывала финансовые трудности и по итогам сезона 1994/95 вылетела из высшей лиги. Перед началом сезона 1997 года уступил тренерский пост Юрию Грузнову, но какое-то время оставался в тренерском штабе клуба. В 1999—2001 годах возглавлял «Ведрич» (Речица), с которым в 1999 году стал серебряным призёром первой лиги, а в 2001 году — полуфиналистом Кубка Белоруссии, однако в чемпионате в 2001 году клуб выступал неудачно и в июле тренер был уволен.
Затем снова вошёл в тренерский штаб «Гомеля». В июне 2004 года в одной игре исполнял обязанности главного тренера после отставки Сергея Подпалого. В августе 2005 года снова назначен главным тренером клуба. Не слишком удачно провёл предсезонную подготовку, и хотя в первой половине 2006 года «Гомель» шёл на четвёртом месте, команда имела плохие физические кондиции и уставала задолго до конца матча. После поражения 0:3 от одного из главных конкурентов — минского «Динамо» тренер был уволен.
По состоянию на 2013 год тренировал любительскую команду «Гомсельмаш», выступавшую в чемпионате города.